# Байтерек (монумент)
«Байтерек» (каз. Бәйтерек — тополь; полное название — «Астана-Байтерек») — монумент и смотровая башня в столице Казахстана — Астане. Монумент был построен как символ переноса столицы Казахстана в 1997 году. Входит в список памятников истории и культуры местного значения Астаны.

## Строительство
Проект осуществили по инициативе первого президента Казахстана Нурсултана Назарбаева. Группой, проектировавшей комплекс «Астана-Байтерек», руководил президент Союза архитекторов Казахстана Акмурза Рустембеков. В эту группу входили архитекторы Суйерхан Базарбаев и Жумабек Айтбалаев, инженер-конструктор Марк Ванштейн, дизайнер интерьеров Айтуар Оспанов.
По воспоминаниям Назарбаева, было несколько предложений о знаковом символе для новой столицы Казахстана. Например, Зураб Церетели предлагал построить высокую арку высотой 200 м, а на её вершине установить фигуру золотого воина. Арабские архитекторы предложили построить шпиль высотой 200 м, а у его подножья — большое сооружение в виде юрты. Президент остановился на символике Байтерека, сделал зарисовку примерных контуров и передал её в Союз архитекторов Казахстана, где по этим контурам сделали проект. Важной причиной выбора отечественного проекта была его стоимость: примерная стоимость «Байтерека» составила около 5 млн долларов США, для сравнения — проект Церетели оценивался в 60 млн долларов США.
При строительстве объём земляных работ составил 8600 м³, бетонных — 2900 м³, металлоконструкций — 1000 тонн, остекление купола — 1555 м². Отделочные, инженерные и специальные работы выполняли 23 субподрядчика.
Объект сдан по акту Госкомиссии в 2003 году.
По итогам работы X конкурса Международной ассоциации союзов архитекторов, монумент «Астана-Байтерек» получил Гран-при, как лучший проект и постройка 2002 года среди стран СНГ.

## Архитектура
Высота конструкции «Байтерека» — 97 м, что символизирует год переноса столицы Казахстана из Алматы в Акмолу. Основной вход, к которому ведёт ажурная железобетонная лестница, расположен на высоте 4,8 м над уровнем земли. Общая высота сооружения составляет 105 м. Шар диаметром 22 м расположен на высоте 76,9 м. Вес купола — почти 70 т, площадь поверхности шара — 1553 м².
Нижний уровень уходит на 4,5 м под землю, где расположены кафе, аквариумы и фотогалерея «Байтерек», рассказывающая об истории реализации проекта. Оттуда же можно подняться на лифте на самый верхний уровень — шар, внутри которого располагается панорамный зал. В центре зала на специальном постаменте размещена композиция «Аялы алакан» (каз. Аялы алақан — «заботливые руки») — выполненный из бронзы позолоченный контррельеф, отпечаток правой ладони первого президента Казахстана Нурсултана Назарбаева. Обычно посетители прикладывают к отпечатку свою ладонь и загадывают желания. В центре установлен деревянный глобус с автографами представителей 17 религий мира, символизирующий единство всех религий.
Идея «Байтерека» основана на казахском фольклоре, в частности сказке о Ер-Тостике, который нашёл после долгих скитаний дерево Байтерек, на вершине которого птица Самрук один раз в год откладывает золотое яйцо. Это дерево является символом мира, народа, жизни. Байтерек в фольклоре имеет крепкие корни, развитый ствол, молодую поросль с добрым плодом, олицетворяет источник души, жизненной силы и вечной основы мира.
Крупные парковые площади вокруг монумента «Байтерек» в сердце города регулярно используются для проведения мероприятий. В 2010 году по приглашению акимата здесь была организована международная выставка United Buddy Bears (содружество медведей) из Берлина. Благодаря этому 125 уникальных произведений искусства, созданных мастерами из разных стран мира, были продемонстрированы в мирном соседстве друг с другом.